# ソン・ソンドゥク
ソン・ソンドゥク（朝: 손성득、1983年6月22日 - ）は、韓国の振付師兼パフォーマンスディレクターである。HYBE所属。独自に仕事をしていた彼は、パン・シヒョクと共にBigHit Entertainment（現HYBE）の設立当初から今までアーティストのバックアップを行っている。2013年6月にデビューしたBTSの振付師であり、国内初の世界ツアーダンスワークショップ開催と振付師の海外進出に貢献した功労で、文化体育観光部長官表彰を受賞した。

## 経歴
- HYBEパフォーマンスディレクター

## 受賞歴
| 年     | 受賞                               | カテゴリー                         | 脚注  |
| ------ | ---------------------------------- | ---------------------------------- | ----- |
| 2016年 | 第7回大韓民国大衆文化芸術賞        | 文化体育館後部長官表彰             | [ 1 ] |
| 2017年 | ガオンチャートミュージックアワード |                                    | [ 2 ] |
| 2018年 | MBC Plus X Genie Music Awards      |                                    |       |
| 2018年 | Asia Artist Awards                 | ベストパフォーマンスディレクター賞 | [ 3 ] |
| 2018年 | Mnet Asian Music Awards            | ベスト振付師賞                     |       |
| 2019年 | ガオンチャートミュージックアワード |                                    |       |
| 2020年 | Melon Music Awards                 | ベストパフォーマンスディレクター賞 |       |
| 2021年 | ガオンチャートミュージックアワード |                                    |       |